# オットー・M・シュワルツ
オットー・M・シュワルツ（Otto M. Schwarz, 1967年 - ）は、オーストリアの作曲家、指揮者。吹奏楽曲からジャズ作品に至るまで、様々なジャンルの曲を作曲している。

## 略歴
ニーダーエースターライヒ州ノインキルヒェン（Neunkirchen）に生まれ、ヴィンパッシング（Wimpassing）で育った。ウィーン音楽アカデミーでトランペットと作曲を学び、1992年頃から本格的に作曲活動を始める。2012年現在はウィーンに在住し、映画音楽やポップスの作曲など、精力的に活動を続けている。

## 作品リスト
- アステロイド （Asteroid: A Symphonic Overture）
- ジャズ・ワルツ第1番 （Jazz Waltz No.1）
- 自由の翼 （Wings Of Freedom）
- ソング・フォー・ユー （A Song For You）
- ドラゴン・ファイト （Dragon Fight）
- ノストラダムス （Nostradamus）

ノストラダムスを題材とした同名の映画のための音楽が原曲。ノストラダムスの生きた時代から、伝染病の流行やナチの台頭の予言、そして遠い未来に地球が爆発、人類は宇宙へと脱出して生き続ける…という壮大なテーマが描写される。
- バンド・フィーバー （Band Fever）
- ファイヤー&アイス （Fire & Ice）
- ファンク・アタック （Funk Attack）
- ファンファーレ・プレリュード （Fanfare Prelude）
- フォー・ザ・ネクスト・サウザンド（For The Next Thousand）
- マン・イン・ザ・アイス（Man In The Ice）
- ミレニアム （Millennium）
- モンテ・クリスト伯 （The Count Of Monte Cristo）
- モンブラン（Mont-Blanc）
- ローラー・コースター （Roller Coaster）

ローラーコースターがモチーフのスピード感あふれる楽曲。絶叫マシンが題材のためか、曲中に悲鳴が挿入されているのが特徴。
- ロンド・ロマンティカ （Rondo Romantica）